# Punakha
Punakha(eller Khuru) er en by i det centrale Bhutan, med et indbyggertal på cirka 7.000. Byen er hovedstad i et distrikt af samme navn, og var frem til 1955 tillige landets hovedstad.
27°37′N 89°52′Ø / 27.617°N 89.867°Ø